# Semiòtica clínica
En Medicina, la Semiologia clínica és el cos de coneixements que s'ocupa de la identificació de les diverses manifestacions patològiques (símptomes i signes) o dades, de com buscar-los (semiotècnia), com reunir-los en síndromes i com interpretar-los (clínica semiològica). El mètode de treball o procediments desenvolupats per a l'obtenció de les dades, (fonamentalment l'interrogatori i l'examen físic del pacient) es coneix com a mètode clínic.

## Introducció
La semiologia constituïx el pilar fonamental de la medicina clínica. És un art i una ciència. Presenta un mètode d'ordenament dels coneixements (mètode clínic) i un objectiu que és el diagnòstic dels problemes de salut. Parteix d'observacions simples i construeix coneixements de complexitat creixent. Observació, construcció i aplicació a la situació concreta. En ser una ciència humanista, aplica una mirada biològica, psicològica, social i ètica dels problemes en el marc del vincle metge-pacient, o relació metge-pacient. Més encara, ben desenvolupada, aquesta disciplina permet al metge no només orientar-se en el diagnòstic. D'aquí l'asserció de Laubry: '"La semiologia no és solament la gramàtica de la medicina, sinó la Medicina mateixa". En síntesi la semiologia en medicina és llenguatge i metodologia de pensament. El context de la seva aplicació és la consulta mèdica. La ciència semiològica en medicina és aplicada en les diferents especialitats tant clíniques com quirúrgiques. En la semiologia clínica s'implementa la semiologia cardíaca, pulmonar, dermatològica, otorrinolaringologia, psiquiàtrica, endocrinologia. L'instrument de registre de la semiologia clínica és la història clínica.

## Origen
És possible que la semiòtica clínica fos de les primeres ciències. Hipòcrates té un lloc important en la història, va tractar els malalts i els símptomes de la malaltia.
Amb un text denominat “Prognòstic” Hipòcrates descriu la cara d'un moribund, on diu que la primera observació d'un metge davant d'un pacient ha de ser la cara, cal comparar la cara d'un malalt amb una cara sana i així podem detectar les diferències que són els símptomes de la malaltia.
En la descripció que fa de la cara d'un moribund descriví una cara amb ulls i pòmuls enfonsats, orelles fredes, amb els lòbuls sortits, la pell de la cara seca i tirant i un color de la cara totalment entre groc i gris. Quan tots aquests símptomes desapareixen el moribund es curarà.
El mètode hipocràtic no es pregunta que és una malaltia sinó com es manifesta amb els signes dels pacients, aquesta tècnica mèdica és semiòtica clínica.